# Afroamerikaner

Bundesstaaten nach Anteil an afroamerikanischer Bevölkerung 2010:
unter 2 %
2–5 %
5–10 %
10–15 %
15–20 %
20–25 %
25–30 %
30–35 %
35–40 %

Als Afroamerikaner (englisch African Americans) werden die etwa 40 Millionen Bürger der Vereinigten Staaten von Amerika bezeichnet, deren Vorfahren überwiegend aus dem südlich der Sahara gelegenen Teil Afrikas stammen. Die weitaus meisten von ihnen sind die Nachfahren der rund 6,5 Millionen Menschen, die im Zuge des atlantischen Sklavenhandels zwischen 1619 und 1808 von europäischen Menschenhändlern nach Amerika verschleppt und vor allem in der Karibik und Nordamerika als Sklaven ausgebeutet wurden. Fast 160 Jahre nach der Abschaffung der Sklaverei in den USA hat die afroamerikanische Bevölkerung des Landes weiter mit rassistisch motivierten Benachteiligungen zu kämpfen.

## Zugehörigkeit und Abgrenzung
Zu den Zeiten der Sklaverei und Segregation galten alle Menschen mit „einem Tropfen schwarzen Blutes“ als schwarz („One-Drop-Rule“), d. h. ungeachtet des äußeren Erscheinungsbildes galten alle Personen als Schwarze, denen ein „schwarzafrikanischer“ Vorfahre nachgewiesen werden konnte. Diese rassentheoretische Zuschreibung wurde ab den späten 1960er Jahren als rassistisch hinterfragt und verlor an Bedeutung.
Die Abgrenzung von Afroamerikanern zu US-Bürgern europäischer oder lateinamerikanischer Abstammung (Weiße und Latinos) ist heute oft schwierig, weil sich im Verlauf der Jahrhunderte starke ethnische Vermischungen ergeben haben. Es gibt keine allgemein anerkannte Definition, ab wie vielen Vorfahren Personen als „europäisch“/„weiß“ oder „afroamerikanisch“/„schwarz“ angesehen werden. Oft beziehen sich die Afroamerikaner mit dieser Bezeichnung kritisch auf die Geschichte der Sklaverei in den Vereinigten Staaten und grenzen sich damit von rassistischen Bezeichnungen wie „Neger“ oder „Farbiger“ (Colored) ab. Eine weitere Selbstbezeichnung ist „Black“ (Schwarzer), die aus politischen Überlegungen häufig großgeschrieben wird.
Die Frage, wer Afroamerikaner ist, wird durch die Zuwanderung von Menschen aus der Karibik und dem subsaharischen Afrika in die USA und durch die Zunahme der Zahl von Personen, die sich (im englischen Sprachgebrauch) selbst als „multirassisch“ ansehen, in jüngerer Zeit häufig anders gestellt. Auch die Wahl von Barack Obama zum Präsidenten der Vereinigten Staaten hat zu dieser Diskussion beigetragen. Seit den 1980er Jahren gibt es zudem eine starke Zuwanderung von subsaharischen Afrikanern (besonders aus Nigeria, Ghana und Äthiopien) in die USA. Die Kinder dieser Zuwanderer wachsen als Amerikaner auf; ihre Familienbiographien sind nicht von den geschichtlichen Erfahrungen der Afroamerikaner geprägt.
In der Afroamerikanistik bezieht sich der Begriff Afroamerikaner in der Tradition von Melville J. Herskovits allgemein auf Volksgruppen auf dem amerikanischen Doppelkontinent, die Vorfahren aus dem subsaharischen Afrika haben.

## Geschichte der Afroamerikaner
Bereits seit der frühen Kolonialzeit wurden Afrikaner als Sklaven in das spätere Staatsgebiet der Vereinigten Staaten verschleppt. Die meisten von ihnen gelangten damals noch nicht direkt von Afrika aufs nordamerikanische Festland, sondern wurden auf die Zuckerrohrplantagen der Karibik verkauft. Die ersten schwarzen Sklaven auf dem amerikanischen Kontinent waren Atlantische Kreolen. In großer Zahl wurden versklavte Afrikaner seit dem 18. Jahrhundert direkt in die 13 britischen Kolonien in Amerika verbracht, als in den südlichen Kolonien die Plantagenwirtschaft entstand.

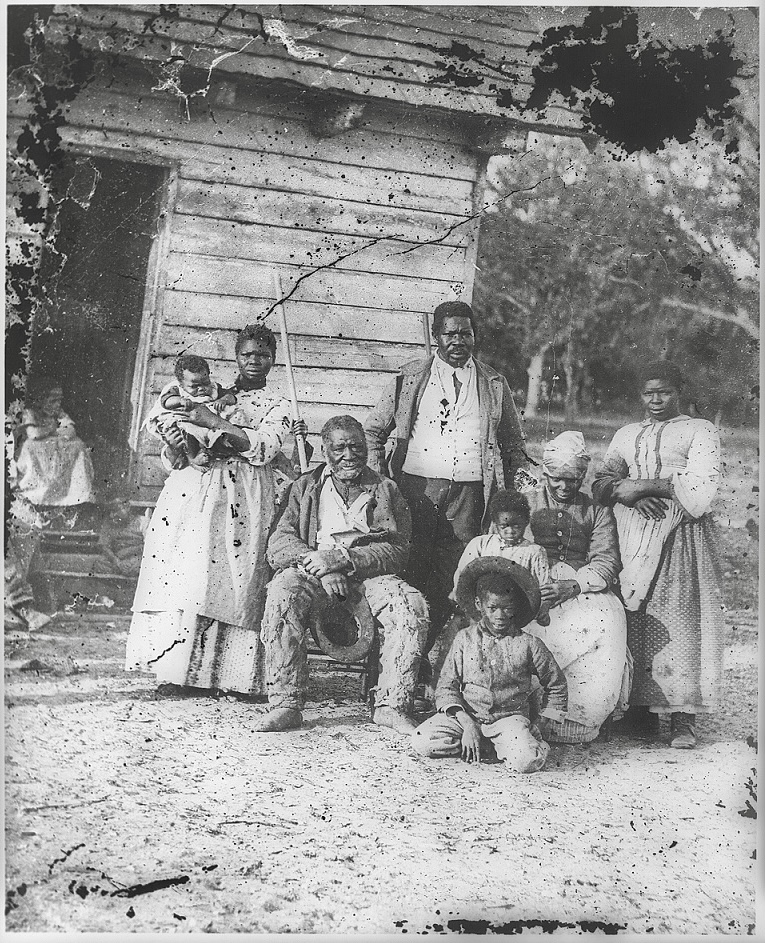
Eine Familie von Sklaven auf einer Plantage in South Carolina, 1862

Die Unabhängigkeitserklärung der Vereinigten Staaten im Jahre 1776 führte trotz ihrer viel beachteten Präambel, in der allen Menschen das unveräußerliche Recht auf Leben, Freiheit und Streben nach Glück zugestanden wurde, nicht unmittelbar zu einer Abschaffung der Sklaverei. Selbst die Nordstaaten, deren Ökonomie nur in geringem Umfang auf der Arbeitskraft von Sklaven beruhte, verabschiedeten erst nach und nach Gesetze zu deren schrittweiser Freilassung. In den Südstaaten blieb die Sklaverei nicht nur weiter bestehen, sondern wurde noch ausgeweitet, nachdem die Erfindung der Egreniermaschine ab etwa 1800 den massenhaften Einsatz von Sklaven auf Baumwollplantagen besonders profitabel machte. Seit den 1830er Jahren gewannen im Norden die Abolitionisten zunehmend an Einfluss, und 1860 wurde mit ihrer Unterstützung Abraham Lincoln zum Präsidenten gewählt, der für eine allmähliche Abschaffung der Sklaverei eintrat. Nach seiner Wahl traten 1861 elf Südstaaten aus der Union aus und bildeten die Konföderierten Staaten von Amerika. Diese Abspaltung führte zum Sezessionskrieg, den die Nordstaaten gewannen. Nach der Wiederherstellung der Union verabschiedete der Kongress 1865 den 13. Zusatzartikel zur Verfassung, der die Sklaverei auf dem gesamten Gebiet der Vereinigten Staaten endgültig abschaffte.
Auf den Bürgerkrieg folgte bis 1877 die kurze Ära der Reconstruction, in der die Südstaaten von Unionstruppen besetzt blieben. Die Militärverwaltung sorgte damals für die Einhaltung der Gesetze, die den ehemaligen Sklaven das aktive und passive Wahlrecht zugestanden. Nach dem Ende der Besatzung gingen die Südstaaten jedoch sofort daran, die Emanzipation der Afroamerikaner so weit wie möglich rückgängig zu machen, etwa mit Hilfe der diskriminierenden „Jim-Crow-Gesetze“. Gleichfalls unmittelbar nach dem Bürgerkrieg gründete Anhänger der ehemaligen Konföderation den Ku-Klux-Klan, eine rassistische Organisation. Dessen Mitglieder gingen mit Terror, Gewalt und Lynchjustiz gegen Afroamerikaner vor, um sie einzuschüchtern und zu unterdrücken. Der Ku-Klux-Klan war und ist der markanteste Exponent einer White-Supremacy-Ideologie, die in den USA bis heute weit verbreitet ist. Zu seinen Gegnern zählt er auch Juden, Katholiken und Mitglieder anderer nicht-protestantischer Glaubensrichtungen.

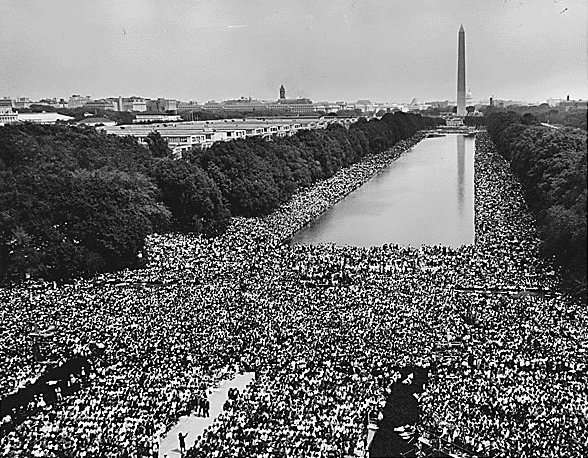
Bürgerrechtsbewegung: Abschlusskundgebung des Marsches auf Washington 1963

Die andauernde Konfrontation mit Armut und Rassendiskriminierung führte von 1910 bis 1970 zu einer großen und lang anhaltenden Wanderbewegung, der Great Migration, in deren Verlauf Millionen von Afroamerikanern aus den Südstaaten in den Mittleren Westen, die Mittelatlantikstaaten und den Süden Neuenglands, aber auch nach Kalifornien zogen. Als Reaktion auf die sehr zögerlich erfolgende rechtliche Gleichstellung und die Rassentrennung, die unter dem Motto separate but equal bereits seit 1896 legalisiert wurde, formierte sich Mitte der 1950er Jahre die afroamerikanische Bürgerrechtsbewegung, die so ungleiche Persönlichkeiten wie Martin Luther King, Malcolm X und später Stokely Carmichael von der Black Panther Party hervorbrachte. Sie erprobte eine Vielzahl politischer Kampfmethoden – wie den Boykott, den zivilen Ungehorsam und den gewaltlosen Widerstand – und setzte damit die Aufhebung der Segregation und die zumindest formale, vollständige Gleichstellung der Afroamerikaner durch.
Dennoch wird die US-amerikanische Gesellschaft bis in die Gegenwart von einem strukturellen Rassismus geprägt. Die afroamerikanische Bevölkerung sieht sich auf vielfältige Weise benachteiligt. Ihre Angehörigen haben geringere Bildungschancen und sind in der Regel ärmer als ihre weißen Mitbürger. Ihr Pro-Kopf-Einkommen beträgt nur 62 % des mittleren Einkommens eines nicht-hispanischen Weißen, ihre Kinder wachsen weit überproportional häufig in unvollständigen Familien auf, und ihre Männer befinden sich ebenfalls weit überproportional häufig in Haft: Rund 8 Prozent der Afroamerikaner sind permanent inhaftiert. Um Diskriminierung und deren Folgen entgegenzuwirken, wurden Organisationen wie die National Association for the Advancement of Colored People (NAACP) und Programme wie die Affirmative Action („positive Diskriminierung“) geschaffen. Letztere wird vor allem von konservativen Weißen kritisiert oder gänzlich abgelehnt. Ein anderer Kritikpunkt ist, dass Förderprogramme zugunsten von Afroamerikanern überproportional häufig Kindern afrikanischer und karibischer Zuwanderer zugutekommen. In jüngster Zeit wird in den USA die Frage diskutiert, ob den Nachfahren der schwarzen Sklaven Reparationszahlungen zustehen. Nach der Tötung von George Floyd durch weiße Polizisten im Mai 2020, die zu landesweiten Protesten und schweren Unruhen führte, rückte die Diskriminierung von Afroamerikanern auch international wieder ins öffentliche Bewusstsein.

## Heutige Situation in den Vereinigten Staaten

### Sprachgebrauch
Seit der Abschaffung jeglicher Segregation in den USA in der Nachkriegszeit ist African-American oder Afro-American heute die gebräuchlichste Bezeichnung zur Beschreibung der Zugehörigkeit zu einer afrikanischen Diaspora. Sie wird in ähnlichem Kontext wie Black gebraucht. Der Begriff Negro, der in der Mitte des 20. Jahrhunderts noch als „neutral“ galt und auch von Afroamerikanern selbst verwendet wurde, gilt heute als abwertend und wird nicht mehr verwendet.
Der Ausdruck Colored („Farbiger“) wurde in den Vereinigten Staaten nur auf die Personen mit (teilweiser) afrikanischer Herkunft südlich der Sahara wegen ihrer dunklen/schwarzen Hautfarbe verwendet. Personen mit anderer Hautfarbe waren dort von dem Begriff nicht eingeschlossen. Zur Zeit der Segregation gab es viele separate Einrichtungen nur für diese, zum Beispiel Schulen, Busabteile, Toiletten und Warteräume an Verkehrsknotenpunkten. Coloreds gehörten neben anderen Bevölkerungsgruppen zu den „non-white people“. Als Euphemismus taucht der Begriff immer wieder seit den Kolonialzeiten in den USA auch in offiziellen Texten auf. Colored People wurden im Unterschied zu den Free people of color weitgehend mit Sklaven gleichgesetzt. Das Colored Soldiers Monument in Frankfort in Kentucky ist eines der wenigen den afroamerikanischen United States Colored Troops gewidmeten Kriegerdenkmale. Der Name der Bürgerrechtsorganisation National Association for the Advancement of Colored People ist auf den älteren Sprachgebrauch zurückzuführen.

### Statistiken
Verteilung der afroamerikanischen Bevölkerung nach dem United States Census Bureau in den USA (Volkszählung 2010)
| Region           | Absolute Anzahl | Anteil an der afroamerikanischen Gesamtgruppe |
| Südstaaten       | 23.105.082      | 55,0 %                                        |
| Mittlerer Westen | 07.594.486      | 18,1 %                                        |
| Nordosten        | 07.187.488      | 17,1 %                                        |
| Westen           | 04.133.687      | 09,8 %                                        |

Entwicklung der afroamerikanischen Bevölkerung
| Jahr | Anzahl         | Anteil an der Gesamtbevölkerung |
| 1790 | 0.757.208      | 19,3 %                          |
| 1800 | 1.002.037      | 18,9 %                          |
| 1810 | 1.377.808      | 19,0 %                          |
| 1820 | 1.771.656      | 18,4 %                          |
| 1830 | 2.328.642      | 18,1 %                          |
| 1840 | 2.873.648      | 16,8 %                          |
| 1850 | 3.638.808      | 15,7 %                          |
| 1860 | 4.441.830      | 14,1 %                          |
| 1870 | 4.880.009      | 12,7 %                          |
| 1880 | 6.580.793      | 13,1 %                          |
| 1890 | 7.488.788      | 11,9 %                          |
| 1900 | 8.833.994      | 11,6 %                          |
| 1910 | 9.827.763      | 10,7 %                          |
| 1920 | 10,5 Millionen | 09,9 %                          |
| 1930 | 11,9 Millionen | 09,7 %                          |
| 1940 | 12,9 Millionen | 09,8 %                          |
| 1950 | 15,0 Millionen | 10,0 %                          |
| 1960 | 18,9 Millionen | 10,5 %                          |
| 1970 | 22,6 Millionen | 11,1 %                          |
| 1980 | 26,5 Millionen | 11,7 %                          |
| 1990 | 30,0 Millionen | 12,1 %                          |
| 2000 | 34,6 Millionen | 12,3 %                          |
| 2010 | 38,9 Millionen | 12,6 %                          |

Großstädte mit überwiegend afroamerikanischer Bevölkerung sind u. a. Detroit (82,7 %), Atlanta (54,0 %), Baltimore (63,7 %), Memphis (63,3 %), Newark (52,4 %), Washington D.C. (50,7 %) und Cleveland (51,0 %).

## Afroamerikaner in Süd- und Mittelamerika
Im weiteren Sinne umfasst der Begriff „Afroamerikaner“ alle Bevölkerungsgruppen schwarzafrikanischer Abstammung in Nord-, Mittel- und Südamerika, etwa die Afrokanadier, Afrobrasilianer, Afro-Guatemalteken, Afrokolumbianer, Afrokubaner oder die Afrokariben. Die spanisch- und portugiesischsprachigen Bevölkerungsgruppen werden auch als Afrolateinamerikaner von den zumeist englisch- oder französischsprachigen Afroamerikanern Nordamerikas unterschieden.